# Mauring
Mauring (o Moringus) (?-824) va ser un noble Franc.

## Orígens Familiars
Fill gran de Suppó I

## Fets Destacables
Quan el seu pare es va convertir en Duc de Spoleto l'any 822, va rebre el Comtat de Brescia. Dos anys més tard (824), va morir Suppó i Adelard el va succeir com a Duc de Spoleto, però va morir als pocs mesos i Mauring es va convertir en el seu successor. Segons els Annals d'Einhart, Mauring va morir als pocs dies d'haver-se convertir en Duc de Spoleto sense deixar descendents i el Ducat va passar a mans del seu germà petit Adelchis.